# Fëdor Čerenkov
Fëdor Fëdorovič Čerenkov (in russo Фёдор Фёдорович Черенко́в?, traslitterazione anglosassone: Fyodor Fyodorovich Cherenkov; Mosca, 25 luglio 1959 – Mosca, 4 ottobre 2014) è stato un calciatore e allenatore di calcio russo, di ruolo centrocampista.

## Biografia
È scomparso nell'ottobre 2014 all'età di 55 anni, a seguito delle ferite alla testa riportate a seguito di una caduta avvenuta il mese precedente.

## Carriera

### Club
Debutta nel 1977 con la maglia dello Spartak Mosca, squadre in cui rimane fino al 1990, ottenendo 398 presenze e 95 gol, oltre ad un anno nel Red Star.

### Nazionale
Ottiene con la Nazionale sovietica 34 presenze, segnando 12 gol e ottenendo la medaglia di bronzo alle Olimpiadi del 1980.

## Palmarès

### Giocatore

#### Club
- Campionato sovietico: 3

Spartak Mosca: 1979, 1987, 1989
- Coppa delle Federazioni sovietiche: 1

Spartak Mosca: 1987
- Campionato russo: 1

Spartak Mosca: 1993
- Coppa di Russia: 1

Spartak Mosca: 1993-1994

#### Nazionale
- Bronzo olimpico: 1

Mosca 1980

#### Individuale
- Calciatore sovietico dell'anno: 2

1983, 1989